# Gérard de la Barthe

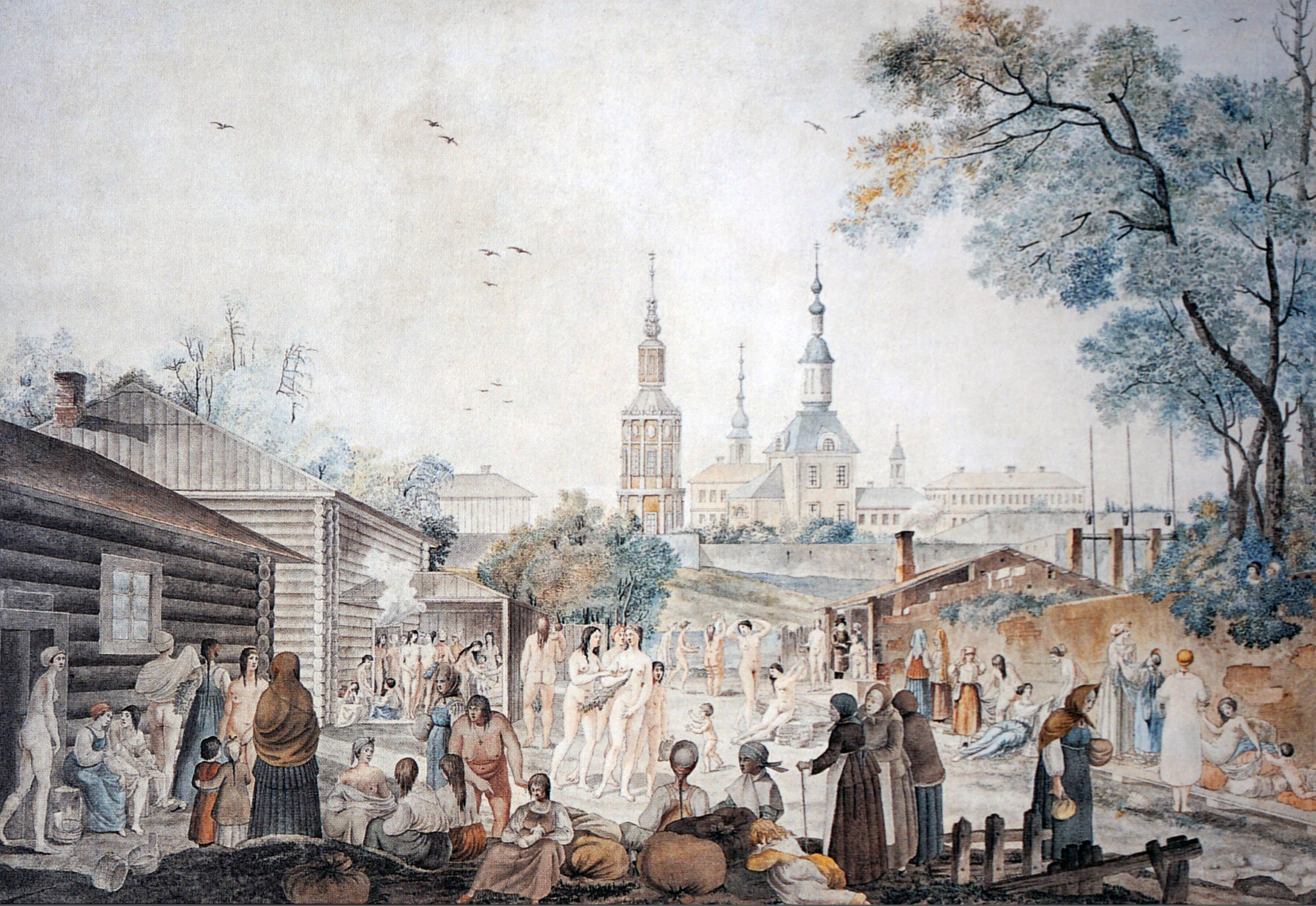
Een kuurbad in Moskou, 1790

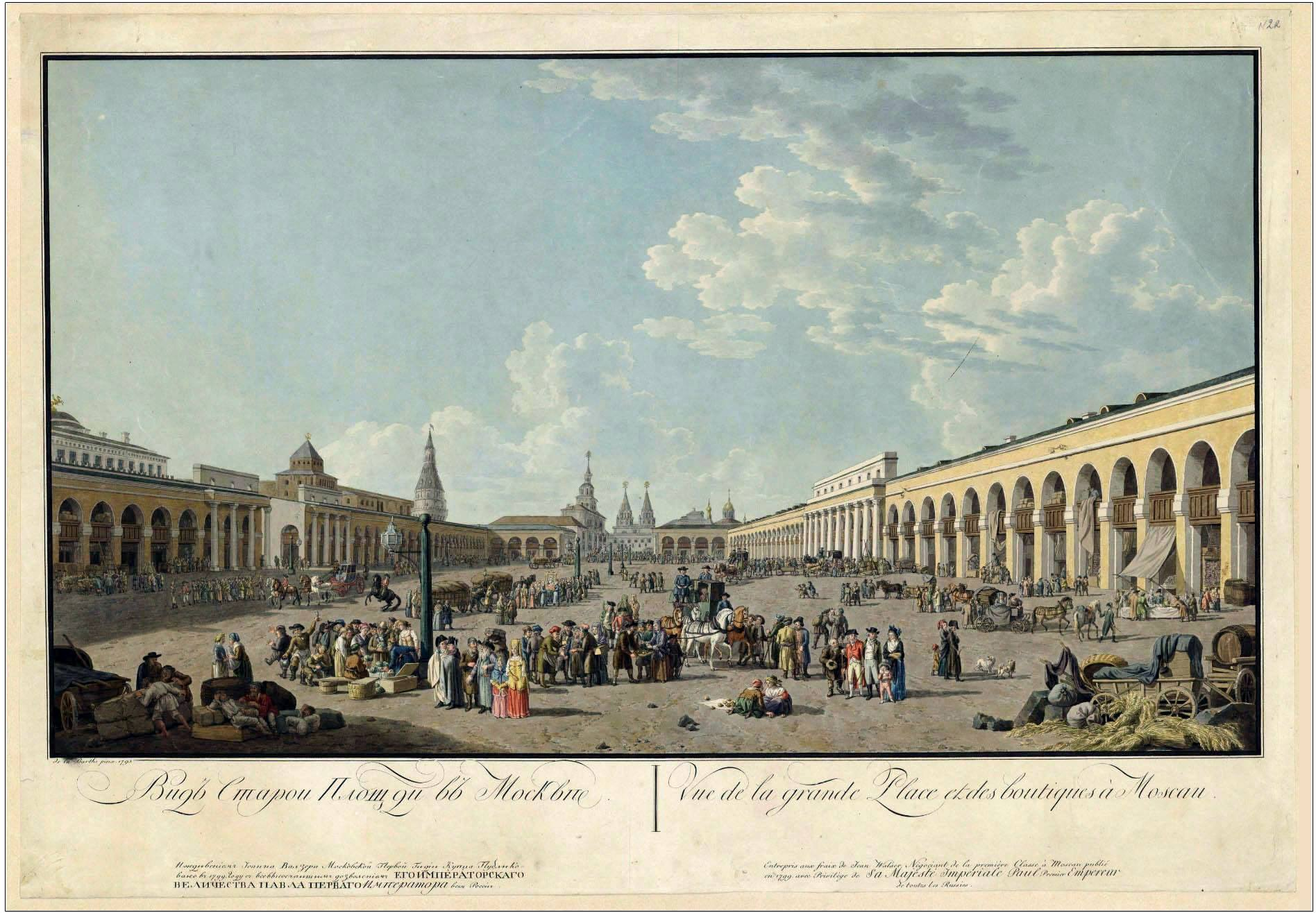
Zicht op het Rode Plein en de winkels in Moskou, 1800 (ingekleurde gravure naar De la Barth)

Gérard de la Barthe of Antoine Guérard de La Barthe (Rouen, 1730 - in Rusland, 1810) was een Franse tekenaar, etser en schilder die op latere leeftijd bekendheid kreeg met zijn Russische landschappen en stadsgezichten. 

## Loopbaan
Gérard de la Barthe volgde rond 1750 een kunstopleiding in Parijs aan de school van Joseph-Marie Vien (1716-1809). Wat hij in de daaropvolgende decennia in Frankrijk heeft gecreëerd, is grotendeels onbekend. Het British Museum bezit twee gravures die hij in 1779 maakte naar Italiaanse landschapsschilderijen van Jan Both. Uit hetzelfde jaar dateert een ets naar Teniers in het bezit van de Bibliothèque Nationale de France.
In 1787 week De la Barthe uit naar Rusland, waar Catharina de Grote destijds regeerde. Misschien was hij aangeworven door regeringsagenten van de tsarin. Hij woonde in Moskou en bleef daar waarschijnlijk tot het einde van zijn leven. 
In de loop van de jaren 1790 tekende en schilderde De la Barthe een serie stadszichten van Moskou en Sint-Petersburg. Door de toevoeging van figuren en mensen bekwam hij levendige voorstellingen van de Russische drukte, die in zijn West-Europese ogen exotisch en aantrekkelijk leek. De Zwitserse koopman Johann Walser sloot een akkoord om ze als gravures te uit te brengen onder de titel Russische Prospekte. Het etsen gebeurde in Herisau in Zwitserland door F. B. Lorieux, M. G. Eichler, P. J. Laminit, G. C. Oberkogler en anderen. Bij het verschijnen in 1799 in Moskou veroorzaakte de twaalfdelige reeks een sensatie. Er kwamen tentoonstellingen in Frankrijk, Engeland en Duitsland en Gérard de la Barthe werd een bekende naam. 
Ook later bleef De la Barthe Russische zichten en landschappen maken, waaronder ook aquarellen. 
- Bibliothèque nationale de France: cb14897193r (data)
- Gemeinsame Normdatei: 1036714322
- International Standard Name Identifier: 0000 0000 4722 052X
- Library of Congress Control Number: nr88007539
- RKD-Nederlands Instituut voor Kunstgeschiedenis: 4740
- SIKART: 4031988
- Union List of Artist Names: 500004108
- Virtual International Authority File: 63850898
- WorldCat: E39PBJqKdHJgPCV7mKJwxyvj4q